# 共基極

圖1. 基本的 NPN 共基極電路 (忽略偏置細節)。

在電子學裡，共基極放大器是三個基本單級BJT放大器結構的其中一種，通常被使用於電流緩衝或電壓放大器。在這個電路中，射極作為輸入端，集極作為輸出端，基極為共用端（它可能接地，或是接到電源）。類似在場效電晶體電路的共閘極（common gate）。

## 簡化運算
當電流流入射極，會產生位能差導致電晶體可以傳導，在BJT電晶體上，藉集極傳導的電流會與電壓成正比，依偏壓和其他的結構而有所不同。

因此，若沒有電流流入射極，電晶體就不會傳導。

## 應用
這種佈置方式在低頻迴路上不是很常見，低頻迴路通常是給需要非常低的輸入阻抗的放大器用的，例如作為動圈式麥克風的前置放大器。然而，它在高頻放大器上卻很常見，例如在甚高頻和特高頻中，這是因為它的輸入電容不會受密勒效應影響（密勒效應會降低共射極配置的頻寬），亦因為其在輸入和輸出間相對高的絕緣性而受用。這麼高的絕緣性表示輸出端只會有很少的反饋回到輸入端，導致極高的穩定性。
這種配置作為電流緩衝器也很有用，因為它有大約一致的電流增益（current gain，公式見下）。通常一個普通的基底會以這種方式使用，其前為一個共發射極級（common-emitter stage）。這兩者自共源共柵（cascode）配置的組合有著幾個個別配置的優點，例如高輸入阻抗和絕緣。

## 低頻特性
在低頻和小信號的狀況下，第一條式子裡的迴路可以由第二式中的來代表，第二式中由雙極性電晶體的Hybrid-pi model運作。輸入訊號由戴維寧電壓源 vs 以及一系列電阻 Rs 表示，而負載是電阻器 RL。這迴路可以用來獲取接著的共基極放大器（common-base amplifier）的特性。
|              | 定義 | 表達式 | 近似表達式                                                                                           | 條件                                                                  |
| ------------ | --- | --- | --- | --------------------------------------------------------------------- |
| 開路電壓增益 | {\displaystyle {A_{v}}={\begin{matrix}{v_{\mathrm {o} } \over v_{\mathrm {i} }}\end{matrix}}{\Big \|}_{R_{L}=\infty }} | {\displaystyle {\begin{matrix}{\frac {(g_{m}r_{\mathrm {O} }+1)R_{C}}{R_{C}+r_{O}}}\end{matrix}}}                                | {\displaystyle {\begin{matrix}g_{m}R_{C}\end{matrix}}}                                               | {\displaystyle r_{O}\gg R_{C}}                                        |
| 短路電流增益 | {\displaystyle A_{i}={\begin{matrix}{i_{\mathrm {o} } \over i_{\mathrm {i} }}\end{matrix}}{\Big \|}_{R_{L}=0}}         | {\displaystyle {\begin{matrix}{\frac {r_{\pi }+\beta r_{O}}{r_{\pi }+(\beta +1)r_{O}}}\end{matrix}}{\begin{matrix}\end{matrix}}} | {\displaystyle 1}                                                                                    | {\displaystyle \beta \gg 1}                                           |
| 輸入阻抗     | {\displaystyle R_{\mathrm {in} }={\begin{matrix}{\frac {v_{i}}{i_{i}}}\end{matrix}}}                                   | {\displaystyle {\begin{matrix}{\frac {(r_{O}+R_{C}\\|R_{L})r_{E}}{r_{O}+r_{E}+{\frac {R_{C}\\|R_{L}}{\beta +1}}}}\end{matrix}}}  | {\displaystyle r_{E}\left(\approx {\frac {1}{g_{m}}}\right)}                                         | {\displaystyle r_{O}\gg R_{C}\\|R_{L}\ \ \left(\beta \gg 1\right)}    |
| 輸出阻抗     | {\displaystyle R_{\mathrm {out} }={\begin{matrix}{\frac {v_{o}}{-i_{o}}}\end{matrix}}{\Big \|}_{v_{s}=0}}              | {\displaystyle R_{C}\\|\{[1+g_{m}(r_{\pi }\\|R_{S})]r_{O}+(r_{\pi }\\|R_{S})\}}                                                  | {\displaystyle R_{C}\|\|r_{O}} {\displaystyle R_{C}\|\|\left[(r_{\pi }//R_{S})(1+g_{m}r_{O})\right]} | {\displaystyle \ \ R_{S}\ll r_{E}} {\displaystyle \ \ R_{S}\gg r_{E}} |

注意：平行線（||）表示並聯的零件。
一般來說，總體電壓/電流增益因為負載效應而可能低於以下列出的斷路/短路增益甚多（依電源和負載電阻而定）。

### 主動負載
對電壓增幅器而言，如圖一所示，使用電阻RC時，在這個增幅器所允許的輸出電壓範圍會緊跟著增加的電壓，也就是說，大的電壓增幅需要大的電阻RC，進而暗示說，大的DC電壓會隨著電阻RC而降低，假定提供一個電壓，它降得越多，在電晶體飽和發生而產生扭曲的輸出信號前，VCB越小且允許的輸出震盪也越小，為避免這種狀況，可以使用主動負載，例如:電流鏡，如果決定要使用電流鏡，上述表格RC的值可以被主動負載的微訊號輸出電阻值所取代，而且通常至少與圖例一的主動電晶體的rO一樣大，換句話說，在主動負載的降低DC電壓是一個固定低的值，(主動負載的恆流輸出電壓)，相較而言，比使用電阻RC所降低的DC電壓少得多，也就是說，一個主動負載對輸出電壓震盪會有較少的限制，注意不論是否有主動負載，大的AC增幅依舊與大的AC輸出電阻有關連，除非RL >> Rout，否則會導致很低的電壓分壓。
作為電流緩衝區使用，增幅並不會被 RC所影響，但輸出電阻會，由於輸出的電流分流，在緩衝區的輸出電阻比被驅動的負載RL大得多是令人滿意的，所以大的信號電流可以被傳送給負載，如果電阻RC被使用，如圖一所示，大的輸出電阻會與大的RC相關聯，再次在輸出限制信號的震盪(儘管電流被傳送給負載，通常進入負載的大電流信號，也暗示著，在負載上的大電壓震盪)，一個主動負載提供高AC電阻值，而對輸出信號的震盪振福較不會有嚴重的影響。

## 特徵總覽
以下會進行更加細節的應用範例說明，請觀看:
- 輸入共射極之節點的增幅器阻抗Rin是非常小的，我們粗略的假設:

{\displaystyle R_{in}=r_{E}={\begin{matrix}{\frac {V_{T}}{I_{E}}}\end{matrix}}},
VT是一個熱當電壓而IE是一個DC電流。
用一個相當典型的例子來看， VT=26mv, IE =10 mA,Rin = 2.6 Ω如果IE被降低並提高Rin，就有以下後果需要考慮如:低轉移移電導、高輸出電阻和低β。對這種低阻抗輸入電壓問題的一種解法是，在輸入端放置一個共基極形成鏈結增幅器。
- 因為阻抗輸入很低，大多數的來源信號比共基極增幅器Rin的來源阻抗還要高，結果就是來源會傳送一個電流給輸入而非電壓，即使來源是電壓(根據Norton定理，電流iin 約略等於  vS / RS)。如果輸出信號也是電流，那麼增幅器就是一個電流緩衝區並且傳送跟輸入一樣的電流，如果輸出是電壓，那這個增幅器就是轉阻放大器，並且傳送一個負荷阻抗的電壓，例如:vout =  iin RL的負載電阻RL比增幅器輸出電阻Rout要小的多，也就是說，電壓會在這個例子增加(以下更加詳細的說明):

{\displaystyle v_{out}=i_{in}R_{L}=v_{s}{\begin{matrix}{\frac {R_{L}}{R_{S}}}\end{matrix}}} {\displaystyle \ \ } {\displaystyle \rightarrow } {\displaystyle A_{v}={\begin{matrix}{\frac {v_{out}}{v_{S}}}={\frac {R_{L}}{R_{S}}}\end{matrix}}}.
注意:來源阻抗RS >> rE，輸出阻抗會接近Rout =  RC || [ gm( rπ || RS ) rO ].
- 以一個非常低的阻抗來源的例子而言，共基極增幅器並不會如同電壓增幅器運作，以下討論其中一個例子，在這個例子中(以下更加詳細的描述)，當RS << rE 而且 RL << Rout，增加之電壓為:

{\displaystyle A_{v}={\begin{matrix}{\frac {v_{out}}{v_{S}}}={\frac {R_{L}}{r_{E}}}\approx g_{m}R_{L}\end{matrix}}},此處gm = IC / VT為轉移移電導，注意對低阻抗來源Rout = rO || RC.
- 在混合Pi裡的 rO的內含物會預測從增幅器輸出到輸入的反向傳導，也就是說增幅器是左右對稱的，其中一個結果是，輸入/輸出阻抗會被負荷/來源 終止阻抗所影響，也因此，譬如輸出電阻Rout，根據來源電阻RS可能會超過 rO || RC ≤ Rout ≤ (β + 1) rO || RC的範圍，當rO的忽略是正確的，增幅器可以單邊接近(對低增益和低緩和負荷電阻是合理的)，可以簡化分析。這個約略值通常可以由謹慎的設計所取得，但在RF電路會較不準確，而且在整合電路設計中，主動負載會被正常使用。

### 電壓增幅器

圖例2: 計算不同參數的小訊號模型; 作為電壓訊號來源的Thévenin.

對於被用作電壓增幅器的共基極電路，此電路請參考圖例二。
此輸出電阻很大，至少RC || rO，這個值在低來源阻抗時會上升(RS << rE)，我們不希望在一個電壓增幅器看到很大的輸出電阻，因為他會在輸出導致一個很低的分壓，儘管如此，負荷很低但增加的電壓仍然很相當可觀:根據表格，RS = rE時的增加是Av = gm RL / 2，對一個很大的來源阻抗，增加的會由電阻比值RL / RS所決定，而電晶體特性，對溫度的不靈敏和電晶體變化是一個重要的優勢，
另一個使用混合-Pi模型的計算的替代方案是，一個基於二端口網路的通用技術，例如:在一個電壓為輸出的應用中，一個g-等效二端口可以被選用來簡化，如同在輸出端使用電壓增幅器。
對rE鄰近的值RS，其在電壓增幅器和電流緩衝區是可轉變的，對RS >> ，如同Thévenin source的驅動器代表，可以被Norton來源所取代，共基極電路會停止表現像個電壓增幅器並表現像個電流隨耦器，如下所述。

### 電流隨耦器

圖例 3: 附有牛頓驅動器的共基極電路; R_{C} 會被省略因為一個主動負載被假設擁有無限小的訊號輸出電阻。

圖例三顯示共基極增幅器被用作電流隨耦器，電路訊號由一個在輸入的AC Norton來源所提供，(電流 IS,  Norton 電阻 RS)，而此電路在輸出有個負載電阻RL。
如先前所提到的，作為一個輸出電阻rO的結果，這個增幅器是雙向的，它會將輸出連到輸入，在這個案例中，僅管在最糟的情形下，輸出電阻依舊很高，(對一個大的RS而言，至少rO || RC 而且可以成為(β + 1) rO || RC)，大的輸出電阻是一個電流來源的令人滿意的特性，因為合適的分壓會送多數的電流給負載，只要RS >> rE，增加電流會近乎整合。
另一個分析技術是基於二端口網路，如:在一個電流為輸出的應用，一個h-等效二端口會被選擇，因為它在輸出端口使用電流增幅器。

## 外部連結
- Basic BJT Amplifier Configurations
- NPN Common Base Amplifier（页面存档备份，存于） — HyperPhysics
- ECE 327: Transistor Basics （页面存档备份，存于） — Gives example common-base circuit (i.e., current source) with explanation.